# 미우라 켄타로
미우라 켄타로(일본어: 三浦 建太郎, 1966년 7월 11일 ~ 2021년 5월 6일)는 일본의 만화가로, 만화 《베르세르크》의 작가로 유명하다. 급성 대동맥 박리로 사망하였다.

## 경력
1985년, 니혼대학 예술 학부에 입학시험을 치렀고, '후타나비'라는 작품 프로젝트를 제출해 입학 허가를 받았다. 이 작품으로 주간 소년 매거진에서 최우수 신인 작가로 뽑혔다. 첫 연재작인 'NOA'가 소년 매거진에 실렸지만, 인기를 끌지는 못하였다.
1988년, 부론손의 작품 '왕랑'의 그림 작가를 맡은 동안, 하쿠센샤의 계간 코미코미에 '베르세르크'의 원형이 되는 만화를 실었다. 이 만화로 제7회 코미코미 만화학교상에서 2위를 수상하였다. 1989년, 미우라 켄타로의 가장 성공적인 작품인 '베르세르크'가 하쿠센샤의 월간 애니멀 하우스에서 연재되기 시작했다. 1990년, 왕랑의 후속작인 '왕랑전'을 같은 잡지에 연재하였다. 1992년, 월간 애니멀 하우스는 영 애니멀로 개명되었고, 베르세르크는 계속 연재되었다. 같은 해, 미우라는 부론손과 '재팬'을 같이 작업했고, 영 애니멀에서 출판하였다.
1997년, 미우라는 OLM, Inc.에서 제작하고 NTV에서 방영된 베르세르크의 25부작 애니메이션 제작을 감독하였다. 그는 또한 1999년 드림캐스트 비디오 게임 '소드 오브 더 베르세르크: 가츠 레이지'를 감독하기도 했다. 2002년, 미우라는 이 시리즈로 데즈카 오사무 문화상 2위를 수상하였다. 2006년부터, 베르세르크는 빈번하고 잦은 휴재로 월간 연재와 부정기 연재 사이를 넘나들게 되었다.
2018년, 베르세르크는 단행본 40권째를 맞이하였으며, 2021년 5월 기준 전자책을 포함하여 전 세계적으로 5천만 부 이상 판매되었다. 이 시리즈는 동상, 액션 피규어, 열쇠고리, 비디오 게임, 그리고 트레이딩 카드 게임에 이르기까지 선풍적인 인기를 끌고 있다. 베르세르크를 바탕으로 한 미우라의 다양한 아트북과 설정집도 함께 공개됐다.
2013년, 미우라는 기간토마키아라는 단편 만화를 출간하였고, 2016년 다크 호스 코믹스를 통해 영어권에서 기간토맥시아로 발매되었다.미우라가 설립한 개인 만화스튜디오인 가가가 제작한 단편 만화 '듀랑키'는 2019년 영 애니멀 제로에 연재되었다.

## 작품
- 왕랑
- 베르세르크
- 왕랑전
- 재팬
- 기간토마키아
- 두르안키